# NGC 4449
NGC 4449, (nota anche come C 21), è una galassia irregolare nella costellazione dei Cani da Caccia.
Si trova circa 2,5 gradi a NNW della stella β Canum Venaticorum. È una galassia di forma irregolare, che si mostra con una forma quasi rettangolare, dovuta alla presenza di una struttura a barra che le conferisce un aspetto allungato; la parte settentrionale è molto ricca di nebulose. Dista dalla Via Lattea circa 9 milioni di anni-luce, il che ne fa una delle galassie più vicine al nostro Gruppo Locale.